# Flexocentrus
Flexocentrus är ett släkte av insekter. Flexocentrus ingår i familjen hornstritar.
Kladogram enligt Catalogue of Life:
| Flexocentrus | \| \| Flexocentrus brunneus \| \| \| \| \| \| Flexocentrus felinus \| \| \| \| |
|              | \| \| Flexocentrus brunneus \| \| \| \| \| \| Flexocentrus felinus \| \| \| \| |
|              | Flexocentrus brunneus                                                          |
|              |                                                                                |
|              | Flexocentrus felinus                                                           |
|              |                                                                                |